# Tauscha
Tauscha là một đô thị thuộc huyện Meißen, bang Sachsen Đức. Đô thị Tauscha có diện tích 23,88 km², dân số thời điểm ngày 31 tháng 12 năm 2006 là 1498 người.
Tauscha gồm các khu vực dân cư sau:
- Dobra
- Kleinnaundorf
- Würschnitz
- Zschorna